# آلما گاردنز آریزونا
آلما گاردنز آریزونا (به انگلیسی: Alma Gardens) یک منطقهٔ مسکونی در ایالات متحده آمریکا است که در آریزونا واقع شده‌است. آلما گاردنز آریزونا ۳۷۳ متر بالاتر از سطح دریا واقع شده‌است.